# Anja Coleby
Anja Coleby (Sydney, Ausztrália, 1971. szeptember 30. –) ausztrál fotómodell, televíziós színésznő és újságíró.

## Korai évek és oktatás
Újságíró-szakon diplomázott Új-Dél-Wales egyetemén. Tudományos másoddiplomáját a sydney-i egyetemen szerezte, majd kutatóként dolgozott a National Geographic Society-nél.

## Színészi pályafutása
Számos amerikai és ausztrál televíziós sorozatban szerepelt. A Flipper legújabb kalandjai című amerikai sorozat egyik főszereplője volt Holly Myers megszemélyesítőjeként. Vendégszerepet játszott a Water Rats (1997) és az All Saints (2002) című ausztrál sorozatokban. Később Az elveszett világ (2000), a Csillagközi szökevények (2002) és a BeastMaster (2001) című sci-fi sorozatokban is feltűnt.

## Újságírói pályafutása
Anja folytatta munkáját az ausztrál televízióban, és most egy termelő és újságíró a tudományos műsorában Catalyst. Anja bemutatott és elbeszélt számos rövid dokumentumfilm a különböző témákat. Ezek közé tartoznak a gyógyszer, a technológia, az oktatás és főleg a tudomány.

## Magánélet
Anja megváltoztatta a vezetéknév Taylor-nak 2005-ben. Lánya Robert Coleby színész, nővére Conrad Coleby színész. Édesapja brit, édesanyja svéd származású.

## Televíziós szerepek
- Űrháború 2063 (1995) … Bartley
- Dating the Enemy (1996) … Karen Zader
- Flipper legújabb kalandjai (1997) … Holly Myers
- Water Rats (1997) … Linda „Coco” Jones
- Breakers (1998) … Crystal
- Max Knight: Ultra Spy (2000) … Tyler
- Az elveszett világ (2000) … Hippolita
- BeastMaster (2001) … Királyné Lyoka
- The Finder (2001) … Rebecca Castaldi
- All Saints (2002) … Anna Johnson
- Csillagközi szökevények (2002) … Ponara